# Fonds national de péréquation des ressources intercommunales et communales
Le Fonds national de péréquation des ressources intercommunales et communales (FPIC) est un fond de péréquation horizontale entre communes et intercommunalités, créé par la loi de finances de 2011 et mis en place en 2012, à la suite de la suppression de la taxe professionnelle. Le FPIC prend ses contributions dans les blocs communaux ayant un potentiel financier agrégé (PFIA) important pour les redistribuer aux blocs communaux ayant un potentiel financier agrégé peu important. Les fonds pris et reversés par le FPIC sont répartis entre les intercommunales et communes même d'un même bloc communal, par des accords locaux. Le FPIC devrait en 2016 représenter 2 % du budget des communes et des intercommunalités, soit plus de 1 milliard d'euros.